# Randa Markos
Pour les articles homonymes, voir Markos.
Randa Markos, née le 10 août 1985 est une pratiquante d'arts martiaux mixtes (MMA) canadienne d'origine irakienne évoluant au sein de l'organisation UFC dans la catégorie des poids pailles.

## Biographie
Randa Markos avait 3 ans lorsque sa famille a fui la Guerre Iran-Irak en 1988. Ils ont marché à pied durant 4 jours puis sont arrivés en Turquie où ils ont été conduits dans un camp de réfugiés et y sont restés un an. Puis la famille Markos ne parvenant pas à trouver un pays d'accueil, le gouvernement Turk les a renvoyés à la frontière irakienne. Ils se sont alors retrouvés en prison en attendant d'être expulsés vers Bagdad. Mais l'obtention de visas canadiens au mois de janvier 1989 leur a évité le retour en Irak. Randa Markos vit aujourd'hui à Windsor en Ontario où elle exerce le métier d'assistante en pharmacie lorsqu'elle ne s'entraîne pas en MMA.
Randa Markos a commencé la lutte lorsqu'elle était au collège. Sa famille étant plutôt stricte due à une éducation chaldéenne, elle disait à ses parents qu'elle était inscrite dans une équipe de Volley-Ball alors qu'elle s'entrainait à combattre avec des garçons. Elle a ensuite rencontré son futur mari qui pratiquait les MMA et qui l'a influencée pour qu'elle se mette au jiu-jitsu et à diverses techniques de combat,.

## Carrière en arts martiaux mixtes

### Carrière amateur
Randa Markos a commencé sa carrière amateur le 19 septembre 2009 à Rochester Hills, dans le Michigan aux États-Unis en battant l'américaine Tanya Lohr à l'IFL: No Pain par décision unanime.
Elle a ensuite connu deux défaites consécutives à Rochester Hills, dans le Michigan contre l'américaine Kelly Warren. La première défaite eu lieu le 19 septembre 2009 lors de l'IFL: Righteous Rumble par décision unanime. La seconde défaite fut subie deux mois et demi plus tard, le 30 janvier 2010 lors de l'événement IFL: Malice at the Palace par soumission, prise dans un étranglement arrière.
Ce fut pour elle une prise de conscience et elle décida de s'entraîner beaucoup plus pour améliorer ses performances.
Elle passe professionnelle après une quatrième victoire le 13 novembre 2010 portant ses statistiques amateurs à 4-2.

### Carrière professionnelle
Randa Markos fait face à l'Américaine Allanna Jones lors de l'IFL 51 pour son premier combat chez les professionnelles. Le 17 novembre 2012 à Auburn Hills, Randa Markos place une soumission par clé de bras lors de la seconde reprise et gagne ce combat.

### Provincial Fighting Championships
Le 8 mars 2014 a lieu l'inauguration du titre de championne PFC lors du PFC 2 - Fight Night qui a lieu à London en Ontario au Canada. Randa Markos se rend dans l'aire de combat pour affronter la canadienne Lynnell House. Elle contrôle le début du combat puis amène son adversaire au sol pour placer un armbar et s'empare du titre de Championne PFC Féminin des moins de 115 lb (52 kg).

### Ultimate Fighting Championship
Le 12 décembre 2014 Randa Markos participe pour la première fois à un évènement UFC. Elle est opposée, à l'américaine Jessica Penne lors de l'évènement The Ultimate Fighter: A Champion Will Be Crowned Finale se déroulant à Las Vegas aux États-Unis. Elle est battue lors de ce combat par décision partagée. Cet affrontement obtient la récompense de combat de la soirée.
Le 25 avril 2015 Randa Markos se rend à l'UFC 186, bien décidée à effacer sa défaite du mois de décembre. Elle affronte l'irlandaise Aisling Daly qui sort d'une victoire par soumission lors de sa première participation où elle été opposée à l'australienne Alex Chambers.
Lors du premier round Randa Markos domine son adversaire dans les phases debout et Aisling Daly ne trouve pas de faille et ne parvient pas à faire la différence au sol où la Canadienne retourne la situation à chaque fois. Lors de la seconde reprise, Aisling Daly impose le combat en grappling, ce qui gêne considérablement Randa Markos, mais elle ne parviens toutefois pas à finir le combat. Lors de la troisième reprise Randa Markos oblige l'irlandaise à venir au sol et place une clé de bras qui est tout prêt d'être décisive. Aisling Daly résiste jusqu'à la fin du combat mais Randa Markos obtient la victoire par décision unanime (30-27, 29-28, 29-28).

## Palmarès

### Distinctions
- Ultimate Fighting Championship
  - Combat de la soirée (x1) (12 décembre 2014 face à Jessica Penne).
- Provincial Fighting Championships
  - Championne PFC Féminin des moins de 115 lb (52 kg) (x1) (8 mars 2014 face à Lynnell House).

### Palmarès en arts martiaux mixtes
| 18 combats     | 10 victoires | 7 défaites |
| Par KO         | 0            | 0          |
| Par soumission | 4            | 1          |
| Sur décision   | 6            | 6          |
| Égalités       | 1            | 1          |

| Résultat | Record | Adversaire             | Méthode                  | Événement                                               | Date              | Round | Temps | Lieu                                    | Notes                                       |
| -------- | ------ | ---------------------- | ------------------------ | ------------------------------------------------------- | ----------------- | ----- | ----- | --------------------------------------- | ------------------------------------------- |
| Victoire | 10-7-1 | Ashley Yoder           | Décision partagée        | UFC Fight Night: Maia vs. Askren                        | 26 octobre 2019   | 3     | 5:00  | Kallang, Singapour                      |                                             |
| Défaite  | 9-7-1  | Cláudia Gadelha        | Décision unanime         | UFC 239: Jones vs. Santos                               | 6 juillet 2019    | 3     | 5:00  | Las Vegas, Nevada, États-Unis           |                                             |
| Victoire | 9-6-1  | Angela Hill            | Soumission (clé de bras) | UFC Fight Night: Thompson vs. Pettis                    | 23 mars 2019      | 1     | 4:24  | Nashville, Tennessee, États-Unis        | Performance de la soirée.                   |
| Égalité  | 8-6-1  | Marina Rodriguez       | Égalité majoritaire      | UFC Fight Night: Santos vs. Anders                      | 22 septembre 2018 | 3     | 5:00  | São Paulo, Brésil                       |                                             |
| Défaite  | 8-6    | Nina Ansaroff          | Décision unanime         | UFC on FOX: Alvarez vs. Poirier II                      | 28 juillet 2018   | 3     | 5:00  | Calgary, Alberta, Canada                |                                             |
| Victoire | 8-5    | Juliana Lima           | Décision unanime         | UFC on Fox: Jacaré vs. Brunson II                       | 27 janvier 2018   | 3     | 5:00  | Charlotte, Caroline du Nord, États-Unis |                                             |
| Défaite  | 7-5    | Alexa Grasso           | Décision partagée        | UFC Fight Night: Pettis vs. Moreno                      | 5 août 2017       | 3     | 5:00  | Mexico, Mexique                         |                                             |
| Victoire | 7-4    | Carla Esparza          | Décision partagée        | UFC Fight Night: Lewis vs. Browne                       | 19 février 2017   | 3     | 5:00  | Halifax, Nouvelle-Écosse, Canada        |                                             |
| Défaite  | 6-4    | Cortney Casey          | Soumission (clé de bras) | UFC 202: Diaz vs. McGregor II                           | 20 août 2016      | 3     | 5:00  | Las Vegas, Nevada, États-Unis           |                                             |
| Victoire | 6-3    | Jocelyn Jones-Lybarger | Décision unanime         | UFC Fight Night: MacDonald vs. Thompson                 | 18 juin 2016      | 3     | 5:00  | Ottawa, Ontario, Canada                 |                                             |
| Défaite  | 5-3    | Karolina Kowalkiewicz  | Décision unanime         | UFC on Fox: dos Anjos vs. Cerrone II                    | 19 décembre 2015  | 3     | 5:00  | Orlando, Floride, États-Unis            |                                             |
| Victoire | 5-2    | Aisling Daly           | Décision unanime         | UFC 186: Johnson vs. Horiguchi                          | 25 avril 2015     | 3     | 5:00  | Montréal, Québec, États-Unis            |                                             |
| Défaite  | 4-2    | Jessica Penne          | Décision partagée        | The Ultimate Fighter: A Champion Will Be Crowned Finale | 12 décembre 2014  | 3     | 5:00  | Las Vegas, Nevada, États-Unis           | Combat de la soirée.                        |
| Victoire | 4-1    | Lynnell House          | Soumission (clé de bras) | PFC 2: Fight Night                                      | 8 mars 2014       | 1     | 1:57  | London, Ontario, Canada                 | Remporte le titre des poids pailles du PFC. |
| Défaite  | 3-1    | Justine Kish           | Décision unanime         | RFA 12: Ortega vs. Koch                                 | 24 janvier 2014   | 3     | 5:00  | Los Angeles, Californie, États-Unis     |                                             |
| Victoire | 3-0    | Kara Kirsh             | Décision unanime         | PFC 1: Unrivaled                                        | 26 octobre 2013   | 3     | 5:00  | London, Ontario, Canada                 |                                             |
| Victoire | 2-0    | Ashley Nichols         | Soumission (clé de bras) | Wreck MMA: 2.0                                          | 28 mars 2013      | 1     | 3:06  | Gatineau, Québec, Canada                |                                             |
| Victoire | 1-0    | Allanna Jones          | Soumission (clé de bras) | IFL 51: No Guts, No Glory                               | 17 novembre 2012  | 3     | 3:14  | Auburn Hills, Michigan, États-Unis      |                                             |